# Giovanni VI di Alessandria (copto)
Papa Giovanni VI (in arabo egiziano يوانس الساتت; Egitto, ... – Egitto, 7 gennaio 1216), è stato il 74º Papa della Chiesa ortodossa copta.
Secondo una fonte, si chiamava Giovanni Abu al-Majd ibn Abu Ghaleb ibn Sawiris (يوحنا أبو المجد بن أبو غالب بن سويرس), era un laico che sarebbe stato vedovo e dopo la morte di sua moglie decise di rimanere celibe. Secondo un'altra fonte, al secolo si chiamava Abulmeged, era il figlio di un mercante siriano di nome Abulgared e fu monaco del monastero di San Macario nella vallata di Habib.
Succedette a Marco III il 5 febbraio 1189.
Mantenne il quartier generale della chiesa copta nella Chiesa Sospesa nell'antico Cairo (الكنيسة المعلقة). Proclamò un canone secondo cui una chiesa non poteva accettare un prete a loro sconosciuto senza una dichiarazione di consenso del suo vescovo.
Durante il suo papato, un monaco apostata del monastero di San Macario denunciò al sultano Adel i suoi confratelli di tener nascosto un tesoro in un pozzo; una perquisizione trovò solo vasi sacri liturgici nascosti, che vennero trasportati al Cairo. In riferimento a un episodio simile di calunnia alle orecchie del Saladino, Adel decise di restituirli al patriarca Giovanni, che li accolse con tutti gli onori insieme al proprio clero; racchiusi in una casa circondata di ceri accessi, vennero trasportati a dorso di un cammello nella chiesa di Misr.
Durante il regno del sultano Kamel, i cristiani etiopi chiesero a Giovanni un metropolita e il patriarca inviò loro Kilus, vescovo di Fua, che fu accolto con tutti gli onori dall'imperatore d'Etiopia. Quattro anni dopo, nel 1210, Kilus rientrò in Egitto lamentando maltrattamenti e fu deposto e sostituito da Giovanni. Nello stesso anno, i suoi inviati raggiunsero la città di Lalibela in Etiopia, dove incontrarono l'imperatore Gebre Mesqel Lalibela.
Fu l'ultimo papa della Chiesa copta ortodossa di Alessandria a consacrare un vescovo per la Pentapoli occidentale, mentre il popolo si convertiva all'Islam sotto il dominio degli arabi.
Giovanni morì il 12 tybi 932 del calendario copto, ovvero il 7 gennaio 1216.
Fu seppellito nella chiesa del Darag (كنيسة الدرج) sotto la tomba di papa Zaccaria, il 64º Patriarca copto.
La sede papale rimase vacante per vent'anni.